# Wolfgang Luers
Wolfgang Luers (ur. 14 lipca 1944 w Gdańsku) – polski lekkoatleta.
Startował w biegach długodystansowych, zwłaszcza w biegu na 3000 m z przeszkodami. Wystąpił w tej konkurencji w finale Pucharu Europy w 1967 w Kijowie (5. miejsce) oraz na mistrzostwach Europy w 1969 w Atenach (10. miejsce). W latach 1967–1969 siedem razy startował na 3000 m z przeszkodami w meczach reprezentacji Polski, odnosząc 2 zwycięstwa. 
W meczu Polska – RFN w 1965 r. w Bydgoszczy pobił rekord świata na 1500 m z przeszkodami z wynikiem 4.04.7.
Był mistrzem Polski na 3000 z przeszkodami w 1967 i brązowym medalistą w 1965, a w 1968 zdobył srebrny medal w biegu przełajowym na dystansie 6 km.
Rekordy życiowe:
- bieg na 3000 m – 8.15,8 (1968)
- bieg na 5000 m – 14.17,4 (1968)
- bieg na 10 000 m – 30.12,6 (1968)
- bieg na 3000 m z przeszkodami – 8.35,8 (1969)

Był zawodnikiem Zawiszy Bydgoszcz i Lechii Gdańsk.